# Jack Eichborn
Jack Eichborn, född 1906 i Manchester, död 1981, var en svensk konstnär.
Eichborn studerade konst privat för olika lärare i Frankrike, Italien, USA och Mexiko. Hans konst består av stadsmotiv, interiörer med figurer och blomstermålningar.